# Insigne de combat des destroyers
Zerstörerkriegsabzeichen
L'insigne de combat des destroyers (en allemand Zerstörerkriegsabzeichen) est une décoration militaire allemande du Troisième Reich. Elle fut créée le 4 juin 1940 pour récompenser les marins qui servirent de manière méritante à bord des destroyers et des torpilleurs de la Kriegsmarine.

## Historique
Au début de la Seconde Guerre mondiale, l’Allemagne dispose de seulement vingt-deux destroyers. Ceux-ci sont utilisés au combat de manière notable pour la première fois lors de l’opération Weserübung. Bien que celle-ci soit un succès, les Allemands perdent douze destroyers au cours d’une bataille de trois jours contre la Royal Navy dans le port de Narvik. Parmi les pertes figure le Wilhelm Heidkamp, navire-amiral du commandant de la task force allemande Friedrich Bonte, qui est tué dans le naufrage.
Pour honorer le courge des marins tués au cours de cet affrontement, l’amiral Raeder créé le 4 juin 1940 l’insigne de combat des destroyers, dont le dessin est l’œuvre de Paul Casberg. L’insigne est remis à tous les survivants de la bataille et d’autres critères basés sur le courage et la bonne conduite dans l’accomplissement des missions de combat sont mis en place pour les autres équipages de destroyer.
Le 22 octobre 1940, le périmètre de l’insigne est élargi pour inclure également les équipages des torpilleurs et des S-Boot. Ces derniers en sont retirés le 30 mai 1941 lorsque l’insigne de combat des vedettes rapides, qui leur est spécialement dédié, est créé.

## Description

### Insigne
L’insigne est de forme ovale et mesure 54 mm de haut et 44 mm de large pour une masse d’environ 25 g,. Il représente au centre la partie avant d’un destroyer vu de trois-quarts avant gauche. Il est entouré d’une couronne de feuilles de chêne, au sommet de laquelle se trouve l’aigle de la Kriegsmarine tenant la croix gammée dans ses serres. Le bateau et la couronne sont de couleur dorée tandis que le globe est argenté. la scène est particulièrement dynamique, le destroyer fendant les flots en soulevant une grade vague, tandis que sa poupe empiète sur la couronne à gauche comme s’il allait sortir du cadre. Une épingle horizontale se trouve au revers, de même que la marque du fabricant quand elle est présente.
L’insigne est fabriqué par matriçage et la frappe reste de bonne facture tout au long de la production et quel que soit le fabricant. Les matériaux et la finition perdent toutefois en qualité à mesure que la guerre se prolonge. Les soudures deviennent également moins bonnes et tendent à devenir cassantes avec le temps. À l’origine, l’insigne est fabriqué en tombac, la couronne est dorée au mercure et la scène centrale reçoit un traitement chimique lui donnant un aspect gris-bleu. Les insignes plus tardifs sont en revanche fabriqués en zinc, avec un simple lavis doré sur la couronne. De même l’épingle devient plus fine, de type aiguille, à la place de l’épingle large d’origine.

### Emballage et accessoires
L’insigne est remis initialement dans une boîte rigide bleue. Ultérieurement, alors que l’évolution du conflit impose des mesures d’économie, l’insigne est remis dans une simple enveloppe en papier. Celles-ci sont de diverses couleurs et ont généralement le nom de la décoration imprimés sur l’avers. Plus rarement, le nom et l’adresse du fabricant sont également imprimés sur le revers.
Les titulaires peuvent également porter l’insigne dans une variante en textile, bien que celle-ci ne semble pas avoir été très populaire. Ils sont composés d’une basse en laine bleu marine et brodés avec du fil de coton gris argenté pour le destroyer et jaune pour la couronne.

## Attribution
L’insigne de combat des destroyers est attribué automatiquement à tous les marins de Kriegsmarine ayant combattu à la bataille de Narvik à bord d’un destroyer et étant toujours en vie à la création de la décoration le 4 juin 1940. Pour les marins servant à bord de destroyer, mais non éligible à ce titre, il existe six autres moyens d’obtenir la décoration. Trois relèvent d’une participation constante aux missions assignées à ces bâtiments. L’insigne est ainsi remis pour la participation à trois combats ou à douze missions sans contact avec l’adversaire ou à trois missions de mouillage de mines hors des eaux contrôlées par les Allemands. Les trois autres sont relatifs à la conduite au combat et récompensent les marins blessés ou tués au combat, les survivants d’un navire coulé par l’adversaire ainsi que les actes de courage qui n’ont pas été récompensés par une autre décoration.
En plus des équipages des destroyers, ceux des torpilleurs sont également éligibles à partir du 22 octobre 1940, de même que ceux des S-Boot entre le 22 octobre 1940 et le 30 mai 1941. À cette date, une décoration spéciale est en effet créée pour ces derniers, rendant caduque l’octroi de l’insigne de combat des destroyers. Dans les deux cas, les critères d’attribution sont les mêmes que ceux énoncés ci-dessus pour les équipages de destroyer.

## Remise et port
L'insigne devait être porté sur la poche gauche de la veste (ou de la chemise) sous la croix de fer, si celle-ci est présente.

### Liste des fabricants
| Fabricant           | Marque                                                                                                 | Dates de fabrication                     | Caractéristiques distinctives                                                                                          |
| ------------------- | --- | ---------------------------------------- | --- |
| Hermann Aurich      | Lettre A au sommet arrondi et surmonté d’un H couché. L’ensemble est parfois entouré d’un cercle.      |                                          | |
| Bacqueville         | Pas de marque                                                                                          | Dernier quart 1940 au premier quart 1944 | Aigle ramassé, ancre large, revers légèrement concave et texturé                                                       |
| W. Hobacher         | Peut-être initiales W.H.                                                                               |                                          | |
| Hymmen & Co.        | Inscription sur deux lignes : H. & C. en haut, L. en bas.                                              |                                          | |
| Franz Jungwirth     | Aucune.                                                                                                |                                          | |
| Josef Feix & Söhne  | Initiales JFS encadrées.                                                                               | Début 1942 à fin 1944                    | |
| Foerster & Barth    | Pas de marque, seulement le numéro LDO L/21                                                            | Deuxième quart 1940 à mi-1942            | Feuilles de chênes larges et arrondies, tourelles anguleuses, canon de la tourelle avant isolé du fond, revers argenté |
| Gebrüder Wegerhof   | Lettres G, W et L inscrites dans un cercle ou inscription G.W.L.                                       | Deuxième quart 1940 à mi-1942            | Finesse des détails généralement supérieure à celle des autres fabricants, revers argenté                              |
| B.H. Mayer’s        | Non identifiée                                                                                         |                                          | |
| Friedrich Orth      | Inscription « fΩ ».                                                                                    |                                          | |
| Otto Schickle       | Non identifiée                                                                                         |                                          | |
| Schwerin & Sohn     | Grande variété d’inscriptions comportant généralement « SCHWERIN BERLIN », parfois suivi du numéro 68. | Deuxième quart 1940 à mi-1942            | |
| Sohni, Heubach & Co | Inscription S.H.u.Co. avec parfois les deux derniers chiffres de l’année de fabrication en dessous.    | Début 1943 à mi-1945                     | |
| Rudolf Souval       | Initiales R.S.                                                                                         |                                          | |
| Steinhauer & Lück   | Non identifiée                                                                                         |                                          | |